# シュルギン評価尺度
シュルギン評価尺度（シュルギンひょうかしゃくど、Shulgin Rating Scale）、あるいは定量的効力尺度（仮訳、quantitative potency scale）、とは、向精神薬の用量と時間における客観的な効果を報告するための簡単な尺度である。これはアメリカの生化学者であるアレクサンダー・シュルギンと、共著者であるアン・シュルギン、ペイトン・ヤコブ三世によって研究の手段として開発され、1986年に Methods and Findings in Experimental and Clinical Pharmacology にて公開された。1991年にはシュルギンによる著書 PiHKAL に掲載されている。

## 使い方
シュルギンの評価では通常、以下のようになっている。摂取する化学物質の特定、用量、評価を含む口語的な説明。化学物質は知られている街角での俗称ではなく、できれば化学的な命名法を使って明確に特定される。異なる用量では大きく異なる評価になることがあるので、用量についてはよく理解して明らかにされる。評価は聴覚的、視覚的、感情的、精神、身体また他の感覚的な作用を含む主観的な強さについての比較可能な評価である。口語的な説明には、様々な水準に達した時間を記したシュルギンによる評価を含んでいる。